# Stanisław Olszański
Stanisław Olszański (ur. 3 sierpnia 1957) – generał brygady Wojska Polskiego w stanie spoczynku.

## Życiorys
W latach 1976–1980 był podchorążym Wyższej Szkoły Oficerskiej Wojsk Zmechanizowanych im. Tadeusza Kościuszki we Wrocławiu. Po ukończeniu szkoły pełnił służbę w 9 Zaodrzańskim Pułku Zmechanizowanym w Stargardzie Szczecińskim. W latach 1987–1990 był słuchaczem Akademii Sztabu Generalnego w Rembertowie. Następnie służył na stanowisku Oficera Sekcji Operacyjnej sztabu 2 Dywizji Zmechanizowanej w Szczecinku, szefa sztabu Brygady, zastępcy dowódcy i dowódcy 16 Pomorsko-Warmińska Brygada Zmechanizowana im. Hetmana Wielkiego Koronnego Stanisława Koniecpolskiego w Morągu (1991-1994 oraz 2001-2006). W 2007 roku ukończył Podyplomowe Studia Polityki Obronnej.
Był zastępcą szefa Wojsk Aeromobilnych w Dowództwie Wojsk Lądowych, a od 2009 - szefem Międzynarodowego Zespołu Doradczego przy Ministerstwie Spraw Wewnętrznych Iraku. 4 stycznia 2010 roku objął dowodzenie 21 Brygadą Strzelców Podhalańskich w Rzeszowie. 15 sierpnia 2010 otrzymał nominację na stopień generała brygady.
W 2012 roku objął obowiązki zastępcy dowódcy dywizji – szefa Sztabu 16 Pomorskiej Dywizji Zmechanizowanej. Zgodnie z decyzją Ministra Obrony Narodowej, z dniem 1 stycznia 2014 roku, generał Olszański został wyznaczony na stanowisko Szefa Zarządu Wojsk Pancernych i Zmechanizowanych – Zastępcę Inspektora Wojsk Lądowych Dowództwa Generalnego Rodzajów Sił Zbrojnych.
Z dniem 5 marca 2016 roku do dnia zwolnienia z zawodowej służby wojskowej, został przeniesiony do dyspozycji dowódcy Centrum Operacji Lądowych – Dowództwa Komponentu Lądowego. 22 kwietnia 2016 roku zakończył służbę zawodową.
Odznaczony Gwiazdą Iraku.
Ukończył m.in. Wyższy Kurs Doskonalenia Oficerów, Akademię Sztabu Generalnego w Warszawie (1990), Kurs Operacyjno Taktyczny Dowódców Oddziałów (1998) oraz podyplomowe studia polityki obronnej (2007).